# Rothschildia jorulla
Rothschildia jorulla es una especie de polilla en la familia Saturniidae. Esta especie se la halla en México y América central. La larva se alimenta de plantas de una gran variedad de familias.

## Subespecies
- Rothschildia jorulla jorulla
- Rothschildia jorulla lichtenba Dyar, 1912[3]